# Чукали (Ардатовський район)
Чукали́ (рос. Чукалы, ерз. Чукало) — село у складі Ардатовського району Мордовії, Росія. Адміністративний центр Чукальського сільського поселення.

## Населення
Населення — 841 особа (2010; 916 у 2002).
Національний склад (станом на 2002 рік):
- ерзяни — 91 %